# Fenessy György
Fenessy György, olykor Fénesy írásmóddal (Sopron, 1632. április 7. – Jászó, 1699. március 4.) egri püspök.

## Életpályája
Jezsuita növendék volt, jogászként végzett. Szelepcsényi György titkára volt.
A jogászkodás után ismét egyházi pályára lépett: áldozópappá szentelték. Lelkipásztorként csak rövid ideig működött, mert nemsokára nyitrai, később esztergomi kanonok és prépost lett.
1680 körül almisi, 1685-ben csanádi püspökké nevezték ki, de ennek – a török megszállás miatt – szintén csak címét viselte. 1687-ben lett egri püspök. Apostoli buzgalommal dolgozott a katolikus egyház megújítása érdekében.
1695-ben Kassáról Egerbe helyezte vissza a püspökség és káptalan székhelyét.